# 543
| [ Edytuj tabelę ]          |                                                                  |
| Cesarz Bizancjum           | - 527 Justynian I Wielki 565                                     |
| Cesarz Chin                | - 502 Liang Wudi 549                                             |
| Król Essexu                | - 527 Aescwine 587                                               |
| Król Franków               | - 511 Childebert I 558 - 534 Teodebert I 548 - 511 Chlotar I 561 |
| Cesarz Japonii             | - 539 Kinmei 571                                                 |
| Król Kentu                 | - 522 Eormenric 560                                              |
| Patriarcha Konstantynopola | - 536 Menas 552                                                  |
| Władca Korei               | - 531 Anwŏn 545                                                  |
| Król Mercji                | - 501 Cnebba (?) 566                                             |
| Król Munsteru              | - 527 Crimthann 547                                              |
| Król Ostrogotów            | - 541 Totila 552                                                 |
| Papież                     | - 537 Wigiliusz 555                                              |
| Król Persji                | - 531 Chosrow I 579                                              |
| Król Wizygotów             | - 531 Teudis 548                                                 |

Rok 543 / DXLIII
stulecia: V wiek ~
VI wiek ~
VII wiek

lata: 533 «
538 «
539 «
540 «
541 «
542 «
543
» 544
» 545
» 546
» 547
» 548
» 553

## Wydarzenia
- Europa
  - od Marsylii rozpoczął się pochód morowej zarazy (dżumy), która w ciągu kilku lat objęła wielkie obszary Europy (data przybliżona)